# Ego zebra
Ego zebra är en fiskart som beskrevs av Randall, 1994. Ego zebra ingår som enda art i släktet Ego och familjen smörbultsfiskar. Inga underarter finns listade i Catalogue of Life.